# Нездужання
Нездужання (англ. Malaise) — неспецифічний симптом, відчуття загального дискомфорту, тривоги або болю, найчастіше перша, рання ознака багатьох хвороб. Цей симптом може виникати практично при будь-якому стані здоров'я. Назва походить від слова з французької мови, яке відомо щонайменше з XII століття. Нерідко входить до проявів продромального періоду. Термін «нездужання» також часто використовується образно в інших контекстах, іноді невірно ототожнюється з поняттям хвороба. Вважається, що нездужання спричинене активацією імунної відповіді та пов'язаними з цим прозапальними цитокінами.
Нездужання може бути при таких станах як великі емоційні зрушення, коли розвивається непритомність, вазовагальні реакції тощо. Або при голодуванні, коли нездужання є ознакою легкої гіпогікемії. Нездужання супроводжує ї тяжкі хвороби: рак, інсульт, інфаркт міокарда, внутрішню кровотечу тощо.
Нездужання виражає занепокоєння пацієнта з приводу того, що з ним «щось не так». Цей симптом є ведучим у синдромі хронічної втоми.